# Homem-leão

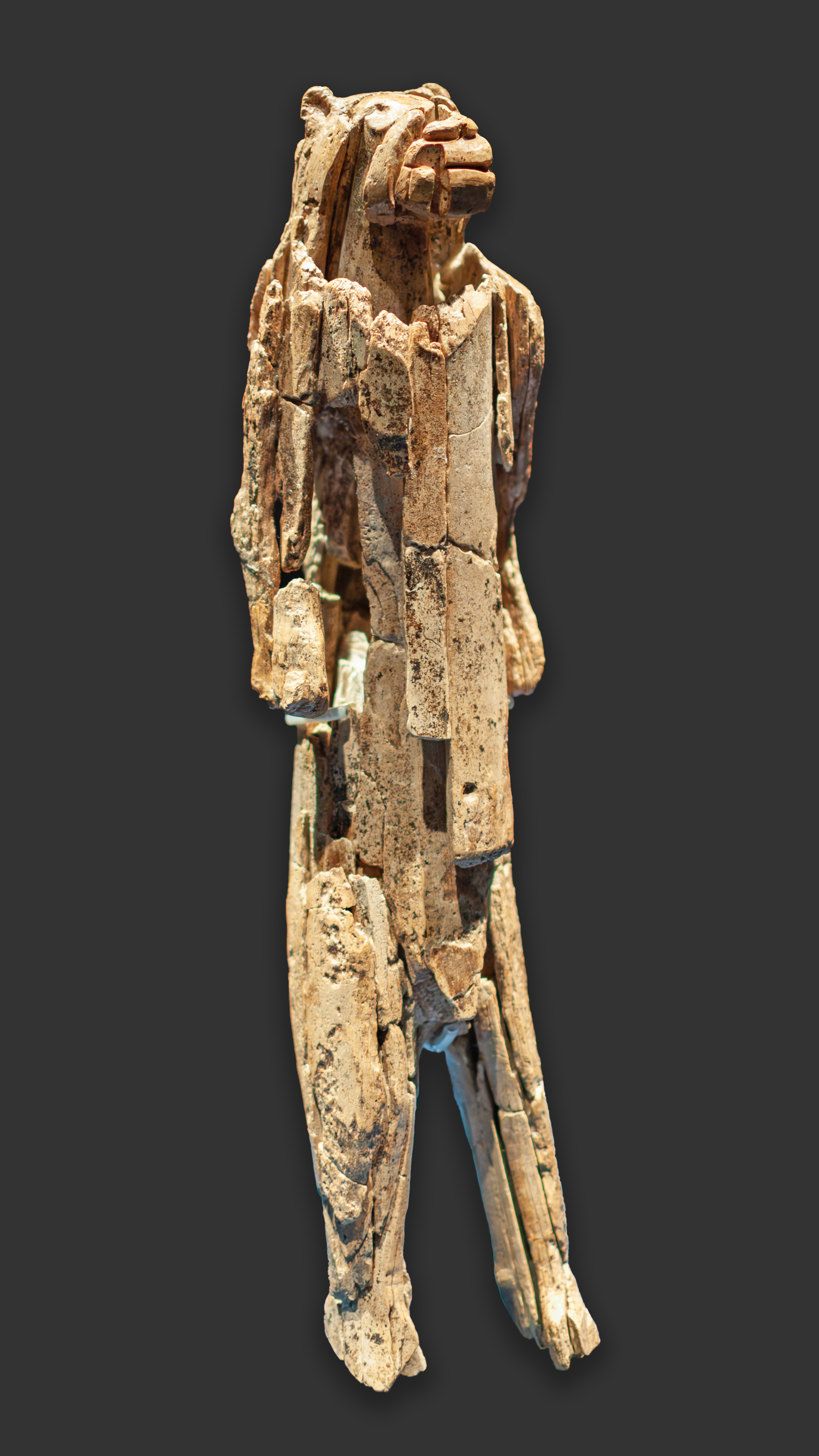
O homem leão, Museu de Ulm

O Homem-leão (Löwenmensch) é uma escultura de marfim de mamute, datada no Aurignaciano (Paleolítico Superior).
A imagem representa um corpo humano, revestido de uma cabeça de leão. É um dos exemplares escultóricos de vulto redondo dos mais antigos que se conhecem até ao presente. As suas dimensões são 29,6 cm de altura, um largo de 5,6 cm e uma espessura de 5,9 cm. Tem sete incisões horizontais e paralelas no braço esquerdo. Determinado por datação por carbono da camada em que foi encontrado, tem entre 35 000 e 40 000 anos, é um dos exemplos mais antigos conhecidos de uma representação artística e a mais antiga estátua confirmada já descoberta. A sua idade associa-o à cultura arqueológica Aurignaciana do Paleolítico Superior.

## História
A obra foi descoberta rota em pedaços, em 1939, no estado alemão de Baden-Württemberg, na caverna de Hohlenstein-Stadel, situada no vale do rio Lonetal, donde a resgatou o arqueólogo Otto Volzing (1910-2001). Esta e outras centenas de peças ali encontradas foram doadas por Robert Wetzal, diretor das escavações, ao Museu de Ulm.
A Segunda Guerra Mundial interrompeu os trabalhos, não sendo até quase trinta anos depois do final da contenda mundial que começou a ser estudada. Foi restaurada ainda em 1997-1998, mas nesta primeira reconstrução a estatueta ainda carecia de cabeça, e não foi até após 2000 que se reconstruiu inteiramente. Este tardio redescobrimento é o que explica o desconhecimento quase geral da estatueta ao não ter ainda passado a livros de texto e divulgações.

### Datação
A antiguidade estimada (por Carbono-14) é de 32.000 anos, o que a faz remontar ao período aurignaciano, como muitas das estatuetas de vênus paleolíticas.

### Interpretação
Mesmo a correta identificação é difícil. A esculturinha parece representar um humano masculino, mas também poderia ser uma fêmea humana. Inicialmente foi denominado de "homem-leão". Foi o pré-historiador Joachin Hahn quem propôs interpretá-la como um ser feminino dado que a cabeça era de leoa, passando a se chamar "leão-mulher" (Löwenfrau). Mas o caso não está claro e segue a ser denominada majoritariamente "homem-leão", ainda que em alemão é Löwenmensch, "humano-leão".
A interpretação é complexa. Sua caracterização híbrida apresenta semelhanças com certas representações da arte rupestre de cavernas francesas do período magdaleniano (ou seja, muito mais tardias) como o "Grande Feiticeiro" da caverna de Les Trois-Frères, que também apresentam seres hibridados.
Outra estátua similar, de menor tamanho, mas representando igualmente um homem-leão, foi encontrada na caverna de Hohle Fels, na mesma região,  com outras esculturas de animais. E em outra caverna da zona, Vogelherdhöhle, foi encontrada uma cabeça de leão solta, mas com aspecto de ter tido corpo humano. Isto abre a possibilidade de que "o homem-leão" jogasse um papel de destaque na mitologia dos humanos do Paleolítico Superior.
O homem-leão expõe-se atualmente no Museu de Ulm, na localidade homônima da Alemanha.